# 마리아나까마귀
마리아나까마귀(Corvus kubaryi)는 까마귀속의 종으로 북태평양지역의 섬에 서식한다. 2004년 재평가를 통해 멸종위기종에서 심각한 멸종위기종으로 평가되었으며, 1960년대부터 숫자는 감소해 왔다. 뱀과 같은 외래종과 생전겪어 보지 못한 치명적인 전염병의 위협에 언제나 노출되어 있다.

## 외관
마리아나까마귀는 까마귀중 가장 작은 편이다.

## 서식지
마리아나까마귀는 울창한 숲에 주로 거주하며, 해안가나 산개된 식생에도 살지만, 번식은 오직 숲에서 한다. 현재 주요 서식지는 괌섬의 북부, 로타섬이다.